# Benedykt Chmielowski
 (janvier 2024).
Benedykt Joachim Chmielowski, né le 20 mars 1700 à Loutsk et mort le 7 avril 1763 à Firlejów près de Rohatyn, est un prêtre polonais auteur de la première encyclopédie de langue polonaise.

## Biographie
Chmielowski fréquente le collège des Jésuites de Lviv. Il enseigne ensuite dans diverses écoles de cette ville. Parmi ses élèves se trouve Dymitr Jablonowski, membre de la famille aristocratique des Jablonowski grâce à laquelle Chmielmowski obtient un poste de prêtre dans la paroisse de Firlejów. Il devient ensuite prélat de la maison de l'archevêque Mikołaj Gerard Wyżycki de Lviv, doyen de Rohatyn et chanoine de Kiev.
Après avoir publié des livres de prières, des hagiographies et des sermons, Chmielowski écrit le recueil Nowe Ateny albo Akademia wszelkiej sciencji pełna, na różne tytuły jak na classes podzielona, mądrym dla memoriału, idiotom dla nauki, politykom dla praktyki, melancholikom dla rozrywki erygowana, qui paraît à Lviv en deux volumes en 1745 et 1746 puis dans une version augmentée de quatre volumes de 1754 à 1756. Dans son ouvrage, il rassemble des informations provenant de la théologie, de l'astronomie, de l'astrologie, de la géographie, de l'histoire, de la politique, des mathématiques, de la zoologie, de la botanique et de la minéralogie, en s'appuyant sur les écrits de plus d'une centaine d'auteurs, notamment les ouvrages historiques et géographiques de Marcin Bielski, Jan Długosz et Marcin Kromer. Bien que Chmielowksi soit accusé de plagiat, d'erreurs et de répétition et que l'ouvrage soit rapidement dépassé par de nouvelles publications telles que Zbiór potrzebniejszych wiadomości (1781-1783) d'Ignacy Krasicki, l'auteur conserve le mérite d'avoir écrit le premier ouvrage encyclopédique en polonais.
Il est l'un des protagonistes du roman Les Livres de Jacob (en polonais : Księgi Jakubowe, publié à Varsovie en 2014) d'Olga Tokarczuk (Prix Nobel de littérature 2018).